# Кьелем де Тамбела, Аполлинер
Аполлинер Жоашем Кьелем де Тамбела (фр. Apollinaire Joachim Kyélem de Tambèla; род. 11 июня 1955, Тамбеле, Куритенга, Французская Западная Африка) — буркинийский политический и государственный деятель, юрист, адвокат и публицист. Премьер-министр Буркина-Фасо с 21 октября 2022 по 6 декабря 2024 года.

## Биография
Обучался во Франции на юридическом факультете Университета Ниццы. В студенческие годы поддерживал революционного лидера Тома Санкару. В 1983 году во время учёбы в Ницце с товарищами создал Комитет защиты революции.
Работал адвокатом, был юристом Апелляционного суда в Уагадугу. Член Коллегии адвокатов Буркина-Фасо и директор Центра международных и стратегических исследований (CRIS). Преподавал право в Буркина-Фасо. 
Считается политиком, близким к оппозиции. Полемист. Незадолго до своего назначения предложил упразднить пост премьер-министра Буркина-Фасо.

### Премьер-министр
Был назначен временным президентом страны Ибрагимом Траоре на пост премьер-министра Буркина-Фасо с 21 октября 2022 года.
Со своим первым зарубежным визитом в качестве премьер-министра он отправился в Иран по приглашению первого вице-президента Ирана Мохаммада Мохбера. Там он встретился с заместителем министра иностранных дел Ирана Али Багери, чтобы обсудить укрепление связей между Ираном и Буркина-Фасо.
В ходе своего второго зарубежного визита он посетил соседнюю Мали, страну, которой также управляет военная хунта после государственных переворотов в 2020 и 2021 годах. Во время этого визита он предложил двум странам сформировать «федерацию».
6 декабря 2024 года был уволен указом президента Ибрагима Траоре, что привело к падению его правительства. Изначально не приводится никаких причин, оправдывающих это решение.

## Личная жизнь
Автор нескольких работ о политиках Буркина-Фасо, в частности «Томас Санкара и революция в Буркина-Фасо — опыт эгоцентричного развития».